# 팝오버
팝오버(popover)는 구울 때 부풀어서 속이 거의 빈 미국의 머핀 과자의 일종이다.

## 같이 보기
- 요크셔 푸딩